# Mortonagrion martini
Mortonagrion martini là một loài chuồn chuồn kim trong họ Coenagrionidae.
Mortonagrion martini được Ris miêu tả khoa học năm 1900.